# 다카라즈카 가극단
다카라즈카 가극단(일본어: 宝塚歌劇団 다카라즈카 가게키단[*])은 여성으로만 구성된 일본의 가극단으로, 일본의 효고현 다카라즈카시에 본거지를 두고 있다. 브로드웨이 스타일의 뮤지컬에서, 일본의 순정만화, 문학작품에서 딴 연극을 공연한다. 한큐 전철 산하에 소속되어 있다.

## 개요

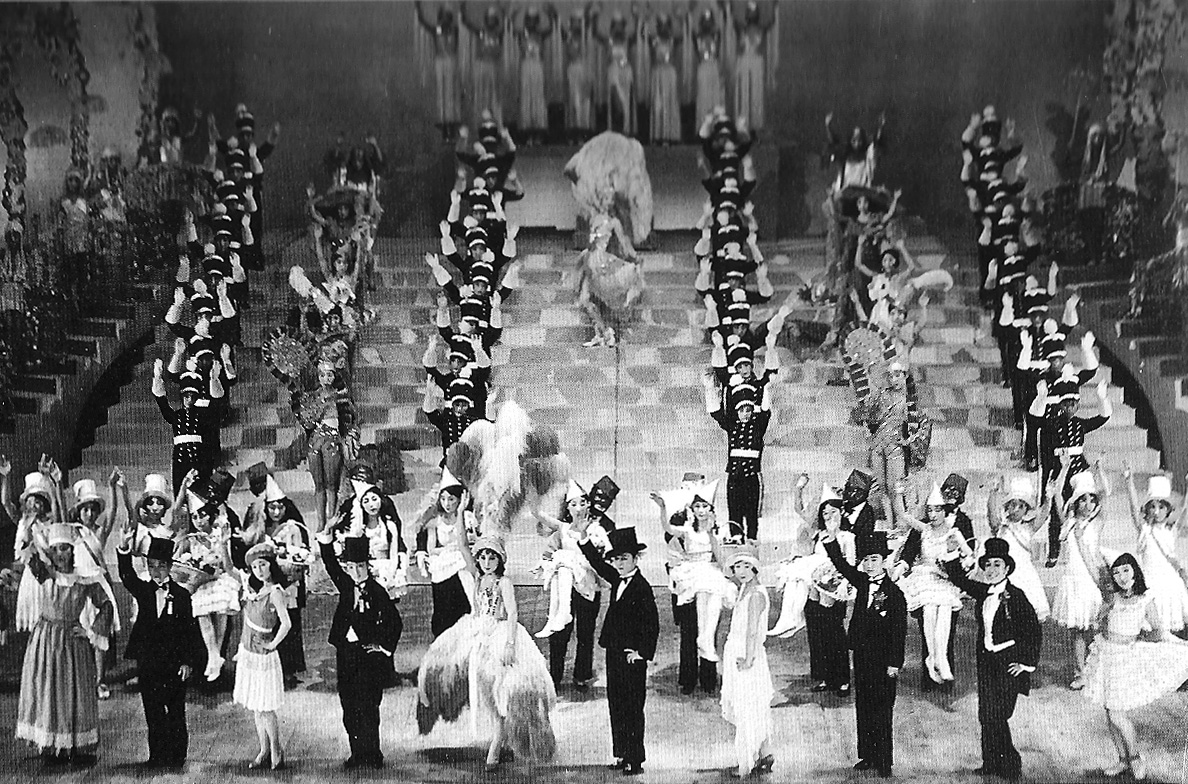
1930년 8월 다카라즈카 쓰키구미(月組)의 공연 'Parisette'

한큐 전철의 창시자인 고바야시 이치조(小林一三)가 1913년에 만든 '다카라즈카 창가대'(宝塚唱歌隊)를 시초로 하고 있으며, 1940년 현재의 명칭으로 바뀌었다.
다카라즈카 가극단의 공연은 주로 효고현 다카라즈카시에 있는 다카라즈카 대극장(宝塚大劇場)과, 도쿄도 지요다구에 있는 도쿄 다카라즈카 극장(東京宝塚劇場)에서 열린다. 무대에 출연하는 배우는 예외없이 다카라즈카 음악학교의 학생과 졸업생으로 구성되어 있으며, 미혼 여성이다. 가극단을 퇴단한 후에 다시 복귀하는 경우나, 외부의 단원이 다카라즈카 공연에 출연하는 경우는 없다. 또한 극히 드문 몇 예를 제외하고 소속 단원이 외부의 무대나 TV 프로그램 등에 출연하는 경우도 없다.
TV 방송이 보급되면서 일시 다라카즈카의 인기가 떨어지며 매스컴으로부터 혹평을 받게 되는 일도 있었으나, 1974년 이케다 리요코의 원작 만화 베르사이유의 장미를 무대화 하며 큰 성공을 이루었다. 베르사이유의 장미는 이후 다카라즈카 가극단의 대표적인 공연으로 손꼽힌다.
다카라즈카 가극단은 '여성으로만 구성되어 있는' 극단인 관계로, 남성 역할도 여성이 맡는다. 여성 역할을 '아가씨 역'(娘役 무스메야쿠[*]), 남성 역할을 '남성 역'(男役 오토코야쿠[*])이라고 부른다. 공연의 주제는 고금동서를 망라하며, 역사극, 판타지, SF 등 다채롭다.
운영은 창립때부터 현재까지 한큐 전철이 운영하고 있고, 한큐 전철의 '창작유희 사업본부 가극 사업부'(創遊事業本部歌劇事業部)가 사업을 담당하고 있으며, 가극단 자체는 '한큐전철의 직할 조직'의 형태를 띠고 있다. 가극단원은 한큐 전철 그룹의 사원 대우로 고용되어 있다.
현 이사장은 한큐 한신 홀딩즈의 이사이며 창립자의 증손자인 고바야시 고이치(小林公一)이다.

## 창립 배경
한큐 전철은 철도 노선을 신설했는데 다카라즈카역이 종착역이었다. 그러나 다카라즈카역이 소재한 다카라즈카라는 마을이 너무 깡촌이었다. 이에 고바야시 이치조는 사람들이 자신의 열차를 타게 만들기 위해서 사비로 온천을 개발했다. 그 직후 어린 소녀들을 모아서 가극단을 설립했는데, 이 가극단이 바로 다카라즈카 극단이다. 다카라즈카 가극단은 같이 설립한 다카라즈카 음악학교에서 엄선한 빼어난 미모와 뛰어난 재능을 지닌 소녀들로 공연을 시작했으며 점점 엄청난 인기를 누리게 되어 다카라즈카 최고의 명물이 되었다.
열차 회사 사장이 자신의 열차 탑승 승객을 늘리기 위해 노력한 결과 일본 최고의 가극단이 탄생한 것이다.

## 다카라젠느
다카라즈카 가극단의 단원은 통칭 '다카라젠느'(タカラジェンヌ, 파리지엔느에서 본땀)라고 불린다. 단원의 프로필에는 생일은 공개되나, 탄생년도와 본명은 공개되지 않는다. 단원은 모두 예명으로 활동하며, 본명을 예명으로 삼을 수는 없다. (단, 1951년 입단하였던 하세가와 도시코 정도가 유일하게 본명을 예명으로 사용했던 것을 허락받은 적은 있다.) 단원의 예명은 현재는 본인들이 자유롭게 지을 수 있게 되어 있었으나, 초창기에는 하쿠닌잇슈(百人一首)에서 수를 인용하여 짓는 것이 일반적이었다. (2009년 4월 퇴단한 아란 케이(安蘭けい)의 경우 아랑 설화의 '아랑'과 한국 경상남도의 경(慶)에서 따왔다고 한다.)
다카라즈카 가극단의 단원은, 전원 가극단 부속 '다카라즈카 음악학교'에서 예과 및 본과의 2년간의 교육을 받도록 되어 있다. 학교를 졸업하고 가극단에 입단한 후에도 '연구과'의 '생도'라 불린다. 가극단과 다카라즈카 음악학교가 하나였을 당시의 관례가 이어져, 단원을 '생도', 연습장을 '교실', 연출가를 '선생'이라 부른다.
다카라즈카 음악학교의 지원자격은 만 15세부터 만 18세까지의 여학생이며 대한민국으로 따지면 중학교 3학년, 고등학교 1학년, 고등학교 2학년, 고등학교 3학년만 해당된다. 다카라즈카 음악학교측에서는 남성역 배우를 확보하기 위해서 고의로 키 173cm 이상의 키가 상당히 큰 여학생을 일정 비율로 선발하고 있다.
단원은 극단에 입단을 하면 남성역과 아가씨역 가운데 하나를 우선적으로 희망하도록 정해져 있다. 창설 초기에는 아가씨 역 쪽이 인기가 높았으나 현재는 남성 역 쪽이 팬들의 인기가 높으며, 무대 구성 또한 남성 역을 중심으로 구성되고 있다. 남성역과 아가씨역은 오직 키 순서대로 나뉘며 168cm를 기준으로 이보다 크면 남성역, 이보다 작으면 아가씨역으로 배치된다. 물론 첫 데뷔 당시 아가씨역이었어도 키가 성장해서 남성역으로 바뀌기도 한다. 다만, 경우에 따라서는 키를 기준으로 165 ~ 170cm 사이에서 남성역과 아가씨역을 겸하기도 한다. 현재 아가씨역 최장신은 키 170cm의 란제 케이토인데 원래는 남성역이었다가 포지션을 변경했다. 물론 전체 최장신은 180cm의 오오쿠스 테라(大楠 てら)이다. 오오쿠스 테라는 당연히 남성역 고정이며 180cm 이상의 장신은 몇 개의 기수 중에서 단 1명만 나올 정도로 대단히 희귀하다.
다카라즈카 가극단의 단원들의 신분은 주식회사 한큐전철 홍보부 직원이다. 다카라즈카 가극단이 한큐전철 산하에 있는 가극단이기 때문이다.

## 조
- 화조(일본이름:하나구미/이미지컬러:분홍색)
- 월조(일본이름:츠키구미/이미지컬러:노란색)
- 설조(일본이름:유키구미/이미지컬러:초록색)
- 성조(이본이름:호시구미/이미지컬러:파란색)
- 주조(일본이름:소라구미/이미지컬러:보라색)
- 전과(이미지컬러:잘게부스러진은빛&그슬린검은빛/웹페이지이미지컬러:진보라색&빨간색)

## 스타 시스템

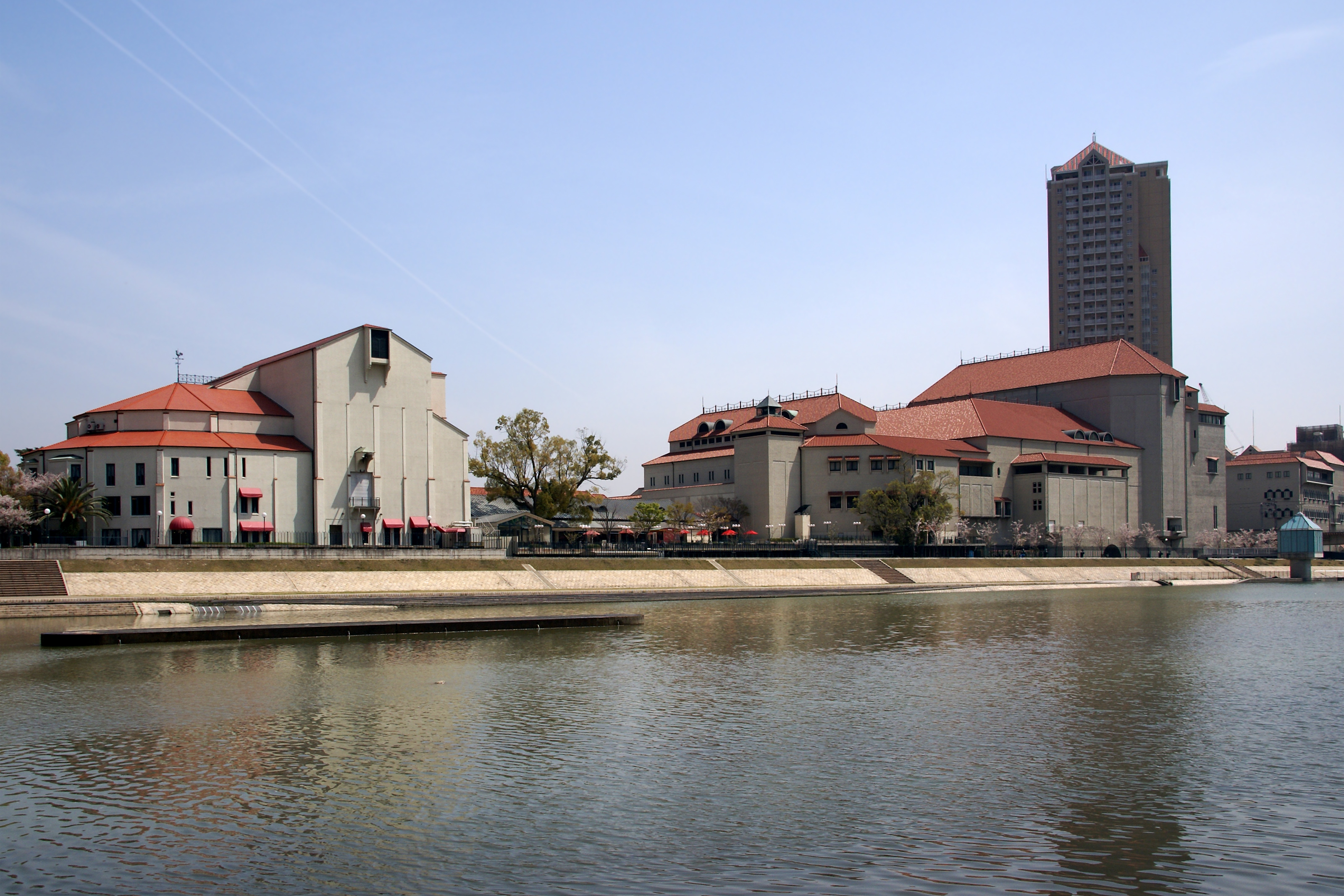
효고현 무코가와 강변에 자리잡고 있는 다카라즈카 가극단의 극장 및 음악학교 이다.

다카라즈카 가극단의 큰 특징 가운데 하나로, 생도(배우)의 '스타 시스템'을 들 수 있다. 공연하는 작품에서 중요한 배역, 역할을 담당하는 사람은 기본적으로 각 조에 소속된 전 배우(생도) 가운데에서 뽑힌 일부의 스타로 한정되어 있다. 이 스타가 관객동원이나 인기를 몰고 오는데 중요한 역할을 차지하고 있는 것이다.
각 조의 스타의 정점에 선 남자 역할 배우는 '주연 남자역'(主演男役), 통칭 '톱스타'(トップスター)라 불리며, 각 공연의 주역을 맡는다. 이에 따라 각본은 톱스타에 맞춰서 작성된다.
그리고 톱스타의 상대역인 여자 역할의 배우는 '주연 아가씨 역'(トップ娘役), 통칭 '톱 아가씨 역'(トップ娘役)이라 불린다. 각 공연의 히로인 역할은 이 톱 아가씨 역할의 배우가 맡는다. 일반 상업 극단과 달리, 톱스타 및 톱 아가씨 역이 재임중 계속해서 주연의 역할을 맡게 된다.
톱스타를 정점으로, 밑으로 2순위(2番手), 3순위 등 역할이 붙여지나, 톱 스타 외에는 명확하게 고정된 지위가 아니므로 변동되기도 한다. 2순위 남자 배우는 톱스타에 이어 두 번째 서열을 차지하기 때문에 '준 톱스타'라 불리기도 한다.
스타는 그 용모, 스타성(화려함 및 오라), 인기가 중요한 요소이며, 실력이 있다고 해서 반드시 스타가 된다는 보장은 없다. 입단 당시에는 하급 레벨이었으나 노력을 거듭하며 인기를 얻어 톱스타로 승진하게 된 배우들도 있다.
현재의 톱 스타 시스템은 1980년대에 확립되었다. 그 이전에는 더블 톱 스타, 공연마다 주연이 바뀌는 등 유연성 있는 배역 할당이 있었다고 한다.

## 공연 시스템
공연의 중심은 "본공연"이라고 불리는 대극장 작품이다. 2024년 기준으로 연 8회 공연을 하고 있으며, 각 조별로 본공연을 연 1회에서 2회 열고 있다.
본공연 과 다음 본공연 사이에는 바우홀 공연과 전국투어 등의 다른 공연이 열린다. 내용은 가끔 다르지만, 기본적으로는 각조 모두 각조의 톱스타가 주연을 맡는 팀과 니반테 이하가 주연을 맡는 팀으로 나뉘어 공연한다. 소규모로 콘서트와 디너쇼 등을 진행하기도 한다.
현재는 롱런 시스템을 사용하고 있지 않고, 어느 공연 형태도 기간 연장 되는 일이 없다. 바우홀 공연의 관객 동원에 의해, 도쿄에서의 속연 (동상 공연)이 갑자기 결정되는 경우도 있찌만, 관객 동원이 낮아도 상연은 중단되지 않는다.
반년에 한번, 이사 등 "공연 편성 위원"이 전속 연출가의 각본이나 기획서를 협의해 라인업을 결정한다.

### 현재 정기적으로 열리는 공연

#### 본공연
- 다카라즈카 대극장과 도쿄 다카라즈카 극장에서 상연하는 공연. 다카라즈카 가극단 공연의 중심으로, 각 조가 돌아가며 공연하고 있다. 각 조의 단원이 모두 출연하고 전과 단원이 몇명 특별 출연하는 경우가 많다. 공연에 따라 다르지만, 다카라즈카와 도쿄 공연 모두 각각 30일 정도로, 다카라즈카 대극장의 공연 종료 후에 이어서 도쿄에서 공연되는 것이 대부분이다.
- 신작주의(新作主義)로, 기본적으로 전속 작가가 톱스타와 조에 맞춰서 쓴 신작을 상연하는 경우가 많지만, 해외에서 제작된 뮤지컬 (이하 "해외 뮤지컬"이라고 함)의 상연이나, 과거 작품의 재연을 하기도 한다.
- 전반 1시간 40분의 연극을, 후반 약 1시간의 쇼를 공연하는 니혼다테(2本立て) 공연이 많다. 상연 시간은 휴식시간 포함 3시간 정도이다.
- 쇼 피날레에서는 커튼콜에 해당하는 "퍼레이드"가 있다. 모든 단원이 샹샹(シャンシャン)이라 부르는 소도구나[주 2], 날개 우치와, 스틱 등을 손에 들고, "대계단(大階段)"이라고 부르는 계단형의 장치를 내려와 객석에 인사를 한다. 스타는 포지션에 준한 큰 날개를 짊어지고 내려온다[주 3].
- 쇼는 샹송과 스패니시로 구성된 "서양물 쇼"가 많지만, 일본 무용을 어레인지하고 오케스트라 연주를 접목한 "일본물 쇼"를 상연하기도 한다. 그런 경우에는 전반이 일본물 쇼, 후반이 연극 순서로 공연한다.
- 니혼다테 뿐만 아니라, "잇폰모노(一本物)"라고 불리는 2막으로 구성된 연극도 상연된다. 2막 마지막에 피날레로서, 잠깐의 쇼와 대계단 퍼레이드를 한다. 특히 해외 뮤지컬의 경우는 잇폰모노로 상연되는 경우가 많아, 쇼만 다카라즈카 오리지널로 만들어진다. 일본물 쇼와 연극의 조합의 경우는, 잇폰모노와 마찬가지로 연극의 마지막에 쇼가 추가된다.
- 서양물 쇼와 피날레 연극의 니혼다테, 일본물 쇼와 연극과 서양물 쇼의 산본다테(3本立て) 공연도 드물다. 그 밖에 변칙적인 공연이 열리기도 한다.
- 라인 댄스가 쇼의 한 장면에 포함되는 경우가 많다. 특히 매년 4월 경의 다카라즈카 대극장 공연에 있어서, 초무대생에 의한 라인 댄스는 매년의 볼거리가 되고 있다.
- 다카라즈카 대극장과 도쿄 다카라즈카 극장 모두 오케스트라 피트가 있으며, 전속 오케스트라인 다카라즈카 가극장 관현악단이 라이브로 연주한다.

#### 신인공연
- 본공연 중에 다카라즈카・도쿄 각각 1번씩만 상연된다. 본공연과 같은 공연, 주역부터 노인 역까지 모든 역을 연7 이하의 단원으로 연기한다. 의상과 세트, 심지어 오케스트라에 이르기까지 본공연과 같은 것을 사용한다. 이 공연에 주연을 맡는 다는 것은, "노선"으로 취급되기 위한 지극히 중요한 요건이며, 톱스타에의 등용문이라고도 해야할 것이다.
- 기본적으로 연극으로만 진행되지만, 쇼의 신인 공연도 극히 드물다. 잇본모노 작품인 경우, 신인 공연 담당 연출가에 의해 재구성이 이루어지며, 대부분의 경우 피날레의 쇼 부분은 컷된다.
- 1958년의 대극장 유키구미 공연 『꽃의 연회 (花の饗宴（うたげ）)』가 최초이며, 쇼와 50년대(1975~1984년)에 현재의 형태로 정착했다[2].

## 작품
다카라즈카 가극단은 작품의 폭이 굉장히 넓어서 나폴레옹, 바람과 함께 사라지다, 몬테크리스토 백작이나 윌리엄 셰익스피어의 작품은 물론이고 베르사이유의 장미, 루팡 3세나 은하영웅전설 등 애니메이션이나 게임 원작 등의 작품을 공연하고 있다. 심지어는 대한민국의 사극 드라마인 태왕사신기를 공연한 적이 있다. 또한 작품의 퀄리티가 매우 높아서 등장인물의 특징 중에서 사소한 부분까지 놓치지 않고 정확하게 묘사한다.

## 극단의 조 구성
다카라즈카 가극단은 현재 5개의 그룹과 특별 그룹 '전과'(専科)로 구성되어 있다.
|                | 조장            | 부조장        |
| -------------- | --------------- | ------------- |
| 하나구미(화조) | 미카제 마이라   | 시몬 유리야   |
| 츠키구미(월조) | 코우즈키 루우   | 카게츠 미야코 |
| 유키구미(설조) | 소노 하루토     | 사츠키 아이나 |
| 호시구미(성조) | 미키 치구사     | 시로타에 나츠 |
| 소라구미(주조) | 마츠카제 아키라 | 아키나 루이   |
| 전과           | -               | -             |

가극단 단원(생도)는 각각 다섯 그룹또는 전과 소속으로 나뉘어 있다. 각 그룹이 각각 공연을 치르며, 필요에 따라 전과에 소속된 생도가 참가하는 형태를 띠고 있다.
각 그룹(조)에는 대표격인 '조장'(組長)과 부조장(副組長)이 있다. 가장 높은 기수의 상급생이 보통 맡는 조장은 그룹 전체의 총괄, 관리를 맡거나 공사면에 걸쳐 각 그룹의 단원들을 돌보는 역할을 한다. 부조장은 조장을 도와 그룹의 총괄 관리를 담당하며, 조장에 사고가 있을 때 그 직무를 대신한다.

## 역사

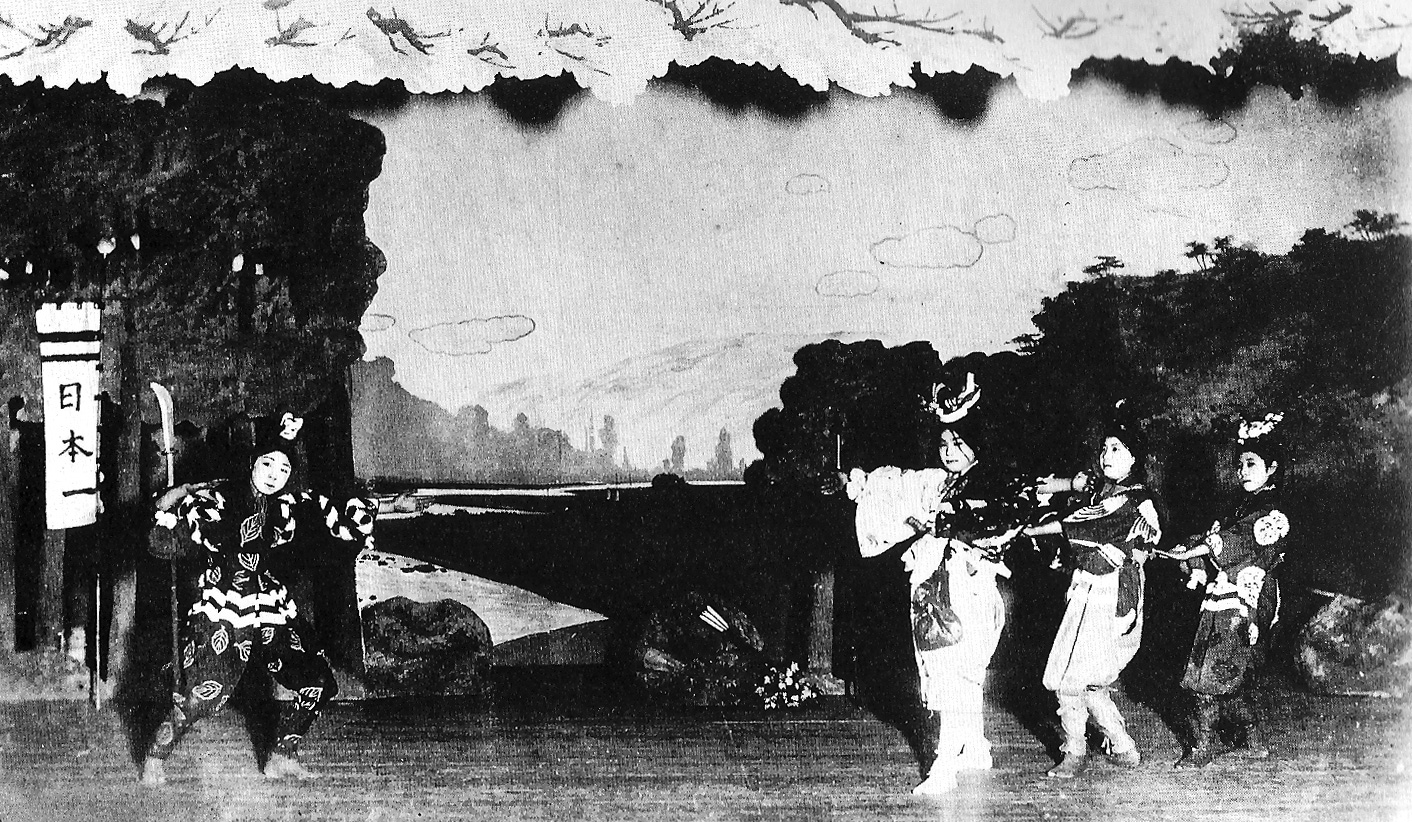
1914년 4,5월에 있었던 다카라즈카의 제1회 공연：가극 '돈부라코'
장소: 다카라즈카 신온천 내 파라다이스 극장

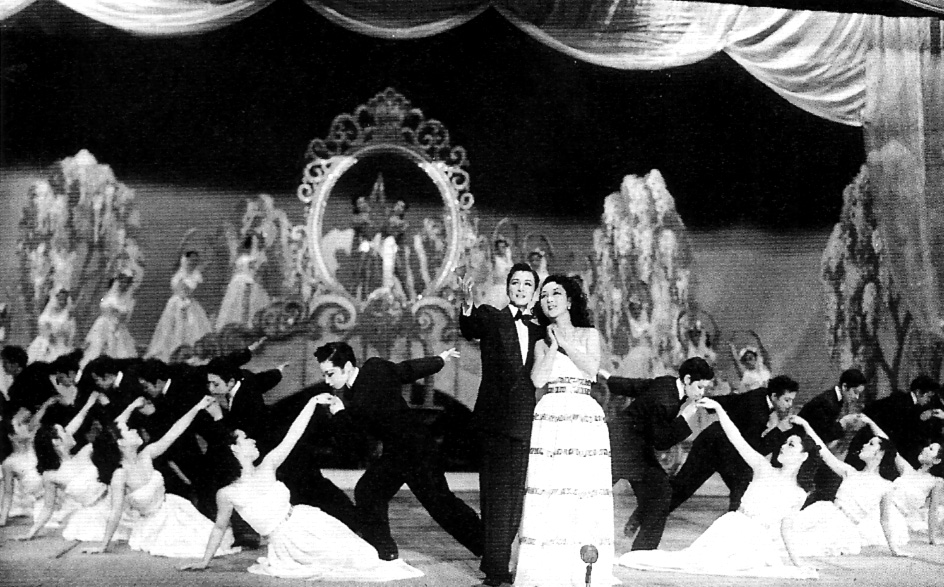
1951년 3월 유키구미 공연 그랜드 레뷔 「하얀 꽃의 비가(白き花の悲歌) - 엘레제」 가운데 남자 역 : 카스가노 야치요(春日野八千代)

한큐 전철을 창립한 고바야시 이치조가 1913년에 결성한 다카라즈카 창가대가 그 시초이다.
- 1913년 - 다카라즈카 창가대가 만들어지다. 12월에 다카라즈카 소녀가극 양성회(宝塚少女歌劇養成会)로 이름을 바꾸다.

- 1914년 - 첫 공연을 개최하다. 첫 번째 공연은 모모타로를 주제로 한 가극 '돈부라코'(ドンブラコ). 장소는 다카라즈카 신온천 내의 파라다이스 극장.

- 1918년 - 데이코쿠 극장에서 도쿄 첫 공연을 가지다. 잡지 '가게키'(歌劇)가 창간되다.

- 1919년 - 다카라즈카 소녀 가극 양성회를 해산하고, 다카라즈카 음악가극학교를 설립하다. 학생과 졸업생으로 조직된 다카라즈카 소녀 가극단(宝塚少女歌劇団)이 결성되다.

- 1921년 - 공연 수의 증가에 따라, 하나구미(花組), 쓰키구미(月組)의 두 그룹으로 나뉘다.

- 1924년 - 주 공연시설인 다카라즈카 대극장(宝塚大劇場)이 완성되다. 유키구미(雪組)가 신설되다.

- 1927년 - 일본 최초의 레뷔인 '몬 파리'(モン・パリ) 첫 공연이 대성공을 이루다.

- 1933년 - 현재 최연장 현역 배우인 카스가노 야치요 등장. 도쿄 공연의 증가로 인해 호시구미(星組)가 신설되다.

- 1934년 - 도쿄 다카라즈카 극장이 개장하다. 애호회원 조직인 다카라즈카 조시도모노카이(宝塚女子友の会, 현 다카라즈카 도모노카이(宝塚友の会))가 만들어지다.

- 1935년 - 화재로 인해 다카라즈카 대극장이 불타다. 4월에 다시 완성.

- 1938년 - 첫 해외 공연(독일, 이탈리아, 폴란드 순회)을 가지다. 다음해에는 미국을 순회 공연.

- 1939년 - 다카라즈카 음악가극학교가 '다카라즈카 음악무용학교'로 이름을 바꾸다. 다카라즈카 소녀 가극단과 다카라즈카 음악무용학교가 분리되다. 당시의 시국 악화로 인해 호시구미가 폐지되다.

- 1940년 - 다카라즈카 가극단(宝塚歌劇団)으로 이름을 바꾸다.

- 1944년 - 태평양전쟁으로 인해 다카라즈카 대극장과 도쿄 다카라즈카 극장이 폐쇄되다.

- 1946년 - 다카라즈카 음악무용학교가 다카라즈카 음악 학교로 이름을 바꾸다. 다카라즈카 대극장 공연이 재개되다.

- 1948년 - 노동기준법 대처를 위해 호시구미가 부활되다.

- 1957년 - 고바야시 이치조 사망.

- 1958년 - 다카라즈카 대극장 쓰키구미 공연 도중 가즈키 히로미(香月弘美)가 사고로 인해 관객이 보는 앞에서 사망하는 참사가 벌어지다.

- 1974년 8월 29일 - '베르사이유의 장미'의 첫 공연이 열리다. 대히트를 치다. 당시 TV에 밀려 인기가 저조해가던 다카라즈카 가극단을 중흥시킨 작품이 되다. 이를 계기로 다카라즈카의 팬이 급증하다.

- 1978년 - 부속 공연시설인 다카라즈카 바우홀이 개장하다.

- 1993년 - 신 다카라즈카 대극장이 신축개장되다. 구 극장은 69년 역사의 막을 내리다.

- 1995년 1월 17일 - 한신 아와지 대지진으로 다카라즈카 대극장, 바우홀이 피해를 입다.

- 1996년 빈 뮤지컬 『엘리자베트』를 유키구미가 처음으로 일본에 소개하다. 대히트를 치다.

- 1998년 - 도쿄 공연의 매년 정기 개최를 위해, 소라구미(宙組)를 신설하다. 도쿄 다카라즈카 가극단의 개축기간 동안의 공연을 위해 'TAKARAZUKA1000days 극장'을 임시개장하다.
- 2001년 - 신 도쿄 다카라즈카 극장이 개장하다.

- 2002년 7월 1일 - 다카라즈카 가극단 전문 방송 채널인 'TAKARAZUKA SKY STAGE'가 방송을 개시하다.
- 2007년 - '고바야시 이치조 서거 50년 스페셜' 공연을 갖다.

- 2009년 - 본공연의 공연기간을 단축하여, 1년에 10회의 공연을 치르게 되다.

## 극단의 공연 시스템
다카라즈카 가극단은, '본공연'(本公演)이라 불리는 대극장 작품을 중심으로, 전국 순회 공연을 가지며, 다카라즈카 바우 홀 공연, 시어터 드라마시티, 우메다 예술극장(梅田芸術劇場, 오사카), 하카타좌(博多座, 후쿠오카), 주니치 극장(中日劇場, 나고야), 닛세이극장(日生劇場, 도쿄) 등에서도 공연을 한다.
본공연은 다카라즈카 대극장이나 도쿄 다카라즈카 극장에서 상연하는 공연이다. 각 그룹이 돌아가면서 공연을 갖는다. 보통은 소속 작가가 각 그룹의 톱스타에 맞춰서 작성한 신작을 상영하나, 해외 뮤지컬 상연이나 과거의 작품을 재연하는 경우도 있다. 2000년 이래로, 하나구미 -> 호시구미 -> 유키구미 -> 소라구미 -> 쓰키구미 -> 하나구미... 순으로 공연을 갖는 것이 정착되었다.
본공연에는 각 그룹의 모든 단원(생도)이 전원출연을 하며, 필요에 따라 전과 그룹에서 몇명이 참가하기도 한다. 한 공연은 30~45일 정도 이루어지며, 원칙으로 다카라즈카 대극장 공연이 이루어진 후에 도쿄 다카라즈카 극장에서 계속해서 공연을 한다. 공연 작품이 대히트를 치는 경우에도 공연기간이 연장되는 경우는 없다. 공연 중 음악은 전속 오케스트라가 담당한다.
각 그룹 별로 본 공연은 1년에 1,2 작품 정도이며, 공연과 공연 사이에는 전국 순회 공연을 갖거나 시어터 드라마시티, 우메다 예술극장, 하카타좌, 주니치 극장, 닛세이극장 등지에서 공연을 갖는다.
본공연이 열리는 기간 중에는 연구과 7년차 이내의 신인들 위주로 편성되는 신인 공연이 다카라즈카 대극장 및 도쿄 다카라극장에서 열린다.

## 소속 학생

### 주요 학생
전과
- 에마 나오키 (다카라즈카 가극단 이사)

|          | 톱스타          | 톱 여역         |
| -------- | --------------- | --------------- |
| 하나구미 | 토와키 세아     | 호시조라 미사키 |
| 츠키구미 | 호즈키 안       | 아마시 쥬리     |
| 유키구미 | 아사미 준       | 유메시로 아야   |
| 호시구미 | 레이 마코토     | 마이소라 히토미 |
| 소라구미 | 사쿠라기 미나토 | 하루노 사쿠라   |

주요 졸업생에 대해서는 다카라즈카 가극단 졸업생을 참고

### 기수별 일관(졸업생 포함)
- 1기생 - 2기생 - 3기생 - 4기생 - 5기생 - 6기생 - 7기생 - 8기생 - 9기생 - 10기생
- 11기생 - 12기생 - 13기생 - 14기생 - 15기생 - 16기생 - 17기생 - 18기생 - 19기생 - 20기생
- 21기생 - 22기생 - 23기생 - 24기생 - 25기생 - 26기생 - 27기생 - 28기생 - 29기생 - 30기생
- 31기생 - 32기생 - 33기생 - 34기생 - 35기생 - 36기생 - 37기생 - 38기생 - 39기생 - 40기생
- 41기생 - 42기생 - 43기생 - 44기생 - 45기생 - 46기생 - 47기생 - 48기생 - 49기생 - 50기생
- 51기생 - 52기생 - 53기생 - 54기생 - 55기생 - 56기생 - 57기생 - 58기생 - 59기생 - 60기생
- 61기생 - 62기생 - 63기생 - 64기생 - 65기생 - 66기생 - 67기생 - 68기생 - 69기생 - 70기생
- 71기생 - 72기생 - 73기생 - 74기생 - 75기생 - 76기생 - 77기생 - 78기생 - 79기생 - 80기생
- 81기생 - 82기생 - 83기생 - 84기생 - 85기생 - 86기생 - 87기생 - 88기생 - 89기생 - 90기생
- 91기생 - 92기생 - 93기생 - 94기생 - 95기생 - 96기생 - 97기생 - 98기생 - 99기생 - 100기생
- 101기생 - 102기생 - 103기생 - 104기생 - 105기생 - 106기생 - 107기생 - 108기생 - 109기생 - 110기생
- 111기생 - 112기생 - 113기생 - 114기생 - 115기생 - 116기생 - 117기생 - 118기생 - 119기생 - 120기생

## 비판
- 단원들 사이에서 군기가 엄청나게 심하다. 아리아 키이와 이치카 아오 쌍둥이 자매가 다카라즈카 가극단의 단원이었으며 아리아 키이는 키가 164cm이라서 아가씨 역을 담당했으며 이치카 아오는 키가 171cm이라서 남성 역을 담당했는데 얼굴이 똑같은 쌍둥이였음에도 키 차이가 심해서 쉽게 구분했다. 이 중 아리아 키이가 극심한 갑질 및 괴롭힘을 견디지 못하고 2023년 9월 30일에 맨션 옥상에서 극단적 선택을 했다. 이 여파로 공연이 중단되었으며 자매인 이치카 아오는 자매의 장례식을 마치고 2024년 5월 21일에 다카라즈카 가극단을 퇴단했다.

## 기타
- 한큐전철의 창업자인 고바야시 이치조가 창립했기 때문에 다카라즈카 가극단은 한큐전철의 계열사이며, 그래서  다카라즈카 가극단의 단원들은 신분 분류 상 한큐전철의 정규 직원이다.
- 한큐전철의 창업자인 고바야시 이치조의 손주 며느리인 치나미 시즈카가 다카라즈카 가극단 44기이다. 또한 고바야시 이치조의 5대 손녀이자 마쓰오카 슈조의 딸인 마츠오카 메구미가 다카라즈카 가극단의 105기 배우가 되었다. 메구미의 키가 169cm인 관계로 남역 배우로 확정되었다. 메구미의 할머니인 치나미 시즈카 역시 남역이었다.
- 한국인 단원도 있었다. 김능자와 홍청자였으며 이들은 다카라즈카 가극단을 퇴단한 이후 대한민국 최초의 걸 그룹인 저고리 시스터즈의 멤버가 되었다. 아란 케이 역시 재일교포 한국인이다.
- 다카라즈카 가극단이 큰 성공을 거두자 이를 벤치마킹한 몇몇 가극단이 생겨났다.

- OSK 일본 가극단: 배우에 대한 국적 제한이 없으며 배우 중 남역의 양 린은 중국인이다.
- 하우스텐보스 가극단: 다카라즈카 가극단에서 퇴단한 배우가 교수가 되어 설립한 하우스텐보스 가극학원에 나이 때문에 다카라즈카 가극단에 입단하지 못한 학생들을 입학시켜 교육시킨 뒤 졸업 후 투입하는 가극단. 따라서 하우스텐보스 가극학원의 지원자격은 만 18세부터 만 23세까지이다.

## 같이 보기
다카라즈카 가극단의 패러디
- 사쿠라 대전 - 주인공들이 평소에 활동하는 '제국화격단'(帝国華撃団 데이코쿠 가게키단[*])은 다카라즈카 가극단과 유사한 점이 있다.
- 오란고교 호스트부 - 다카라즈카 가극단을 패러디한 부활동 '시라유리회'(통칭 즈카부(ヅカ部)가 등장한다.

다카라즈카 가극단 출신 유명 인사
- 아마미 유키 - 다카라즈카 가극단의 73기 졸업생이자 일본의 여배우.
- 하토야마 미유키 - 다카라즈카 가극단의 47기 졸업생이자, 전 일본 내각총리대신 하토야마 유키오의 부인.